# Пайк (окръг, Мисисипи)
Окръг Пайк (на английски: Pike County) е окръг в щата Мисисипи, Съединени американски щати. Площта му е 1064 km², а населението - 38 940 души (2000). Административен център е град Магнолия.